# Jan Dunin-Wąsowicz
Jan Dunin-Wąsowicz (ur. 19 sierpnia 1890 w Montpellier, zm. 24 kwietnia 1936 w Warszawie) – pułkownik artylerii Wojska Polskiego, kawaler Orderu Virtuti Militari.

## Życiorys
Urodził się 19 sierpnia 1890 w Montpellier we Francji, w rodzinie Witolda i Aleksandry z domu Siemaszko. Ukończył Gimnazjum Pawła Chrzanowskiego w Warszawie w 1910. Odbył roczną służbę wojskową w III Brygadzie Artylerii Gwardii w Warszawie. W 1912 podjął studia na Akademii Rolniczej w Wiedniu. W tym mieście został członkiem Polskich Drużyn Strzeleckich i 29 marca 1913 został podoficerem w randze kadeta.
Po wybuchu I wojny światowej, 10 sierpnia 1914 wstąpił do Legionów Polskich. Służył w szeregach w 6 kompanii strzeleckiej (późniejsza 3 kompania I batalionu 1 pułku piechoty) jako sekcyjny w stopniu kaprala. Od 26 października 1914 był w szeregach szwadronu kawalerii Władysława Zygmunta Beliny-Prażmowskiego, który stał się zaczątkiem 1 pułku ułanów Legionów Polskich (tzw. „Beliniacy”) w składzie I Brygady; od 27 lipca 1915 służył w baterii konnej w dywizjonie Beliny-Prażmowskiego, gdzie został dowódcą plutonu. 18 stycznia 1916 awansowany do stopnia podporucznika artylerii. Od 21 maja 1916 był dowódcą plutonu 1 baterii w 1 pułku artylerii. Po kryzysie przysięgowym od 17 sierpnia 1917 do kwietnia 1918 był internowany w Beniaminowie. W Legionach nosił pseudonim „Żmogus”.
Po odzyskaniu przez Polskę niepodległości 7 listopada 1918 wstąpił do Wojska Polskiego. Został przydzielony do 3 dywizjonu artylerii konnej. Walczył w wojnie polsko-ukraińskiej pod dowództwem mjr. Wacława Scaevoli-Wieczorkiewicza. Podczas walk w rejonie Lwowa, 17 grudnia 1918 został awansowany do stopnia porucznika artylerii. 23 grudnia delegowany do kadry artylerii w Lublinie. Od 6 października 1919 odbywał kurs dowódców baterii w Rembertowie. Od 1 stycznia 1920 był dowódcą 1 baterii w 4 dywizjonie artylerii konnej w stopniu kapitana. Po wybuchu wojny polsko-bolszewickiej awansowany do stopnia majora ze starszeństwem z dniem 1 kwietnia 1920. Podczas walk, od 28 sierpnia 1920 był dowódcą 4 dak. Został ranny w bitwie pod Korosteniem 10 października 1920. Za swoje czyny otrzymał Krzyż Srebrny Orderu Virtuti Militari.
10 maja 1921 roku został przeniesiony z 4 dak do 8 dywizjonu artylerii konnej w Baranowiczach na stanowisko dowódcy dywizjonu. W następnym miesiącu dowodzony przez niego oddział został przemianowany na 9 dywizjon artylerii konnej. 3 maja 1922 roku został zweryfikowany w stopniu majora ze starszeństwem z dniem 1 czerwca 1919 roku w korpusie oficerów artylerii. W 1923 odbył kurs w Doświadczalnym Centrum Wyszkolenia Artylerii. W lipcu 1923 ze stanowiska dowódcy 9 dak został przydzielony do Rezerwy Oficerów Sztabowych Dowództwa Okręgu Korpusu Nr IX. Od listopada 1923 do 1927 był po raz drugi dowódcą 9 dak. Został awansowany do stopnia podpułkownika artylerii ze starszeństwem z dniem 1 stycznia 1927. Odbył kurs w Centrum Wyszkolenia Artylerii w Toruniu. Od 18 sierpnia 1927 do 31 maja 1932 był ponownie dowódcą 4 dak, stacjonującego w garnizonie Suwałki. W 1928 w stopniu podpułkownika był zweryfikowany w Korpusie Oficerów Artylerii z lokatą 13. Od 1 czerwca 1932 był dowódcą 1 pułku artylerii najcięższej, stacjonującego w garnizonie Warszawa, a od końca 1934 przenoszonego do Góry Kalwarii. 26 stycznia 1935 został awansowany na stopień pułkownika artylerii ze starszeństwem z dniem 1 stycznia 1935.

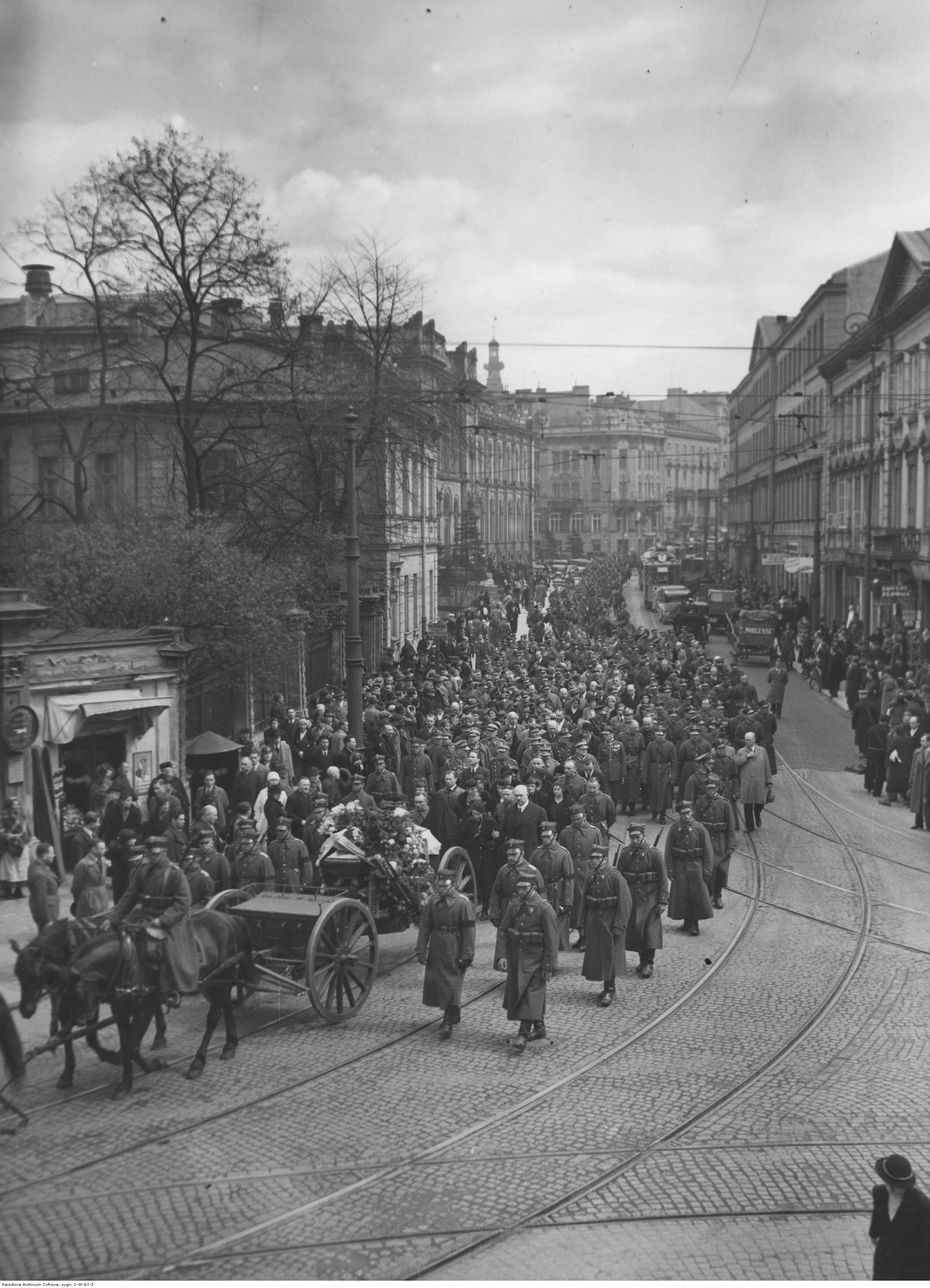
Pogrzeb płk. Jana Dunin-Wąsowicza w Warszawie – kondukt na ul. Bielańskiej

Zmarł 24 kwietnia 1936 w Warszawie. Został pochowany 28 kwietnia 1936 na Cmentarzu Wojskowym na Powązkach w Warszawie (kwatera A20-prawe półkole-8/9).
Był żonaty, miał dwie córki: Halinę (ur. 1921) i Marię (ur. 1926).

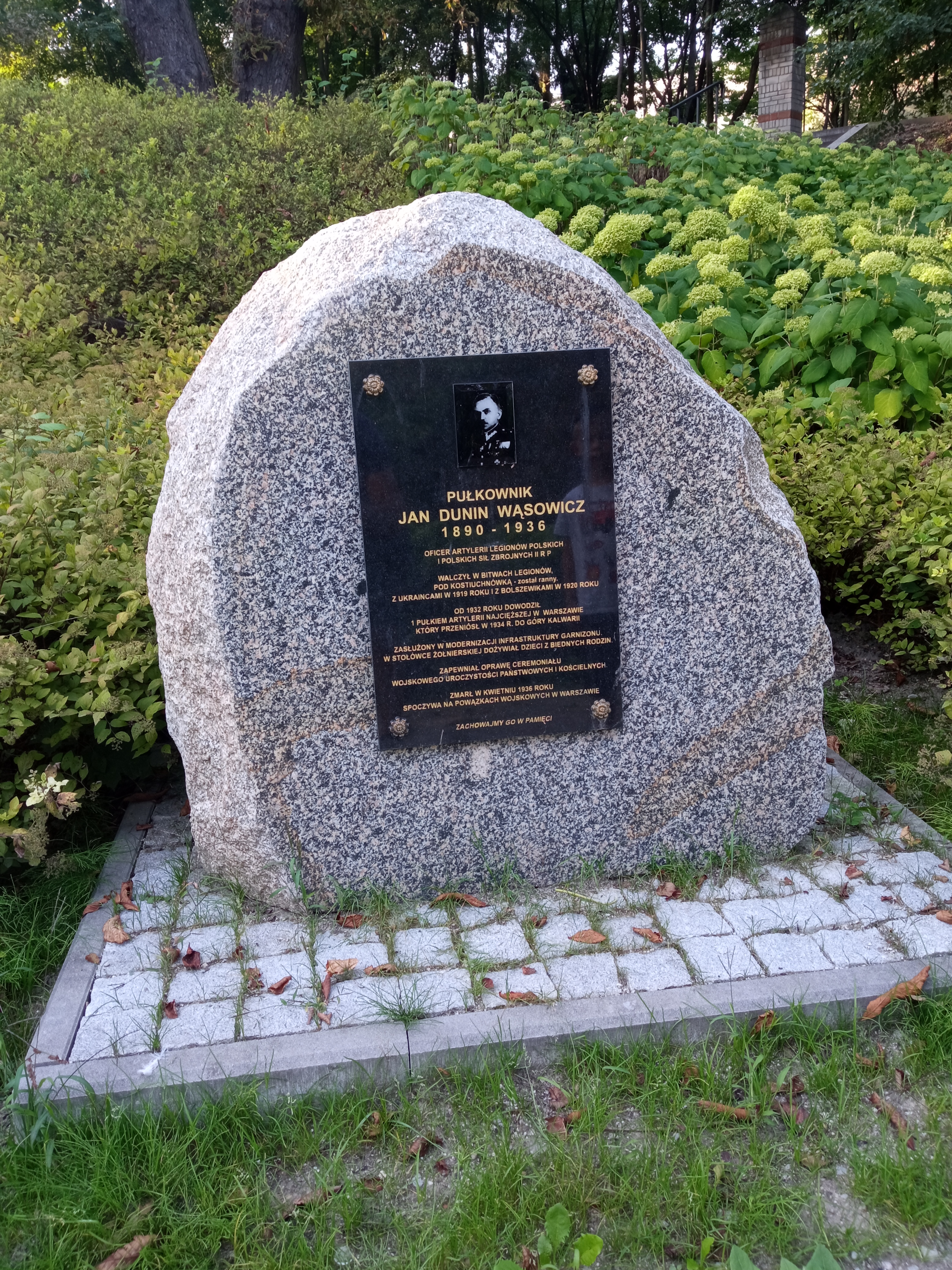
Kamień pamiątkowy płk. Jana Dunin-Wąsowicza w Górze Kalwarii

## Ordery i odznaczenia
- Krzyż Srebrny Orderu Wojskowego Virtuti Militari nr 207 (1922)[22]
- Krzyż Niepodległości (6 czerwca 1931)[23]
- Krzyż Walecznych (pięciokrotnie)[24]
- Złoty Krzyż Zasługi (10 listopada 1928)[25]
- Medal Pamiątkowy za Wojnę 1918–1921
- Medal Dziesięciolecia Odzyskanej Niepodległości
- Krzyż Komandorski Orderu św. Sawy (Jugosławia, 1929)[26][24]

## Upamiętnienie
Z inicjatywy Koła nr 61 Związku Żołnierzy WP im. Żołnierzy Mazowieckich Jednostek Wojskowych w Górze Kalwarii, Jan Dunin-Wąsowicz został patronem parku przy wiślanej skarpie w Górze Kalwarii. 25 czerwca 2022 w parku na skarpie obok ronda Kazimierza Górskiego w Górze Kalwarii został odsłonięty kamień pamiątkowy poświęcony płk. Janowi Dunin-Wąsowiczowi.